# Malachi Flynn
Malachi Flynn (* 9. Mai 1998 in Tacoma) ist ein US-amerikanischer Basketballspieler.

## Werdegang
Nach seiner Zeit als Schüler der Bellarmine Preparatory School in seiner Geburtsstadt Tacoma (US-Bundesstaat Washington) wechselt Flynn an die Washington State University. Im März 2018 gab er seine Absicht bekannt, die Hochschule zu verlassen, nachdem er in der Spielzeit 2017/18 mit 15,8 Punkten je Begegnung zweitbester Korbschütze der Mannschaft gewesen war.
Flynn schrieb sich an der San Diego State University ein, durfte wegen der Wechselbestimmungen der NCAA in der Saison 2018/19 aber nicht am Wettkampfbetrieb teilnehmen. Seine Leistungen in den Farben von San Diego State hinterließen Spuren im Geschichtsbuch der Hochschulmannschaft. Flynn erhielt landesweit mehrere Auszeichnungen für seine sportlichen Errungenschaften. In der Mountain West Conference wählten ihn Trainer beziehungsweise Medienvertreter zum Spieler des Jahres und Verteidigungsspieler des Jahres. Er hatte in 32 Einsätzen im Schnitt 17,6 Punkte, 5,1 Korbvorlagen und 4,5 Rebounds erreicht.
Anschließend wechselte der Aufbauspieler ins Profigeschäft. Die Toronto Raptors sicherten sich beim Draftverfahren der NBA im November 2020 Flynns Dienste. Er spielte bis Ende Dezember 2023 für die Mannschaft, wurde dann im Rahmen eines Tauschhandels an die New York Knicks abgegeben.
Für die Detroit Pistons bestritt er in der Saison 2023/24 insgesamt 24 Spiele. Im Sommer 2024 gab Detroit Flynn ab. Die San Antonio Spurs holten ihn in der Vorbereitung auf das Spieljahr 2024/25, einen Platz im festen Aufgebot erhielt er aber nicht. Flynn wurde zu den Austin Spurs in die NBA G-League weitergereicht. Anfang März 2025 erhielt er einen Vertrag bei den Charlotte Hornets.
Im Sommer 2025 verließ er sein Heimatland und schloss sich dem türkischen Erstligisten Bahçeşehir Koleji an.

## Statistik

### NBA

#### Hauptrunde
| Saison  | Team                         | GP  | GS | MPG  | FG % | 3P % | FT % | RPG | APG | SPG | BPG | PPG |
| ------- | ---------------------------- | --- | -- | ---- | ---- | ---- | ---- | --- | --- | --- | --- | --- |
| 2020–21 | Toronto                      | 47  | 14 | 19.7 | .374 | .321 | .804 | 2.5 | 2.9 | 0.8 | 0.1 | 7.5 |
| 2021–22 | Toronto                      | 44  | 5  | 12.2 | .393 | .333 | .625 | 1.4 | 1.6 | 0.5 | 0.1 | 4.3 |
| 2022–23 | Toronto                      | 53  | 2  | 13.0 | .360 | .353 | .758 | 1.4 | 1.3 | 0.4 | 0.1 | 4.6 |
| 2023–24 | Toronto / New York / Detroit | 69  | 0  | 12.7 | .418 | .331 | .732 | 1.7 | 1.9 | 0.6 | 0.1 | 5.5 |
| Gesamt  | Gesamt                       | 213 | 21 | 14.2 | .387 | .334 | .745 | 1.7 | 1.9 | 0.5 | 0.1 | 5.5 |

#### Playoffs
| Saison  | Team    | GP | GS | MPG | FG % | 3P % | FT % | RPG | APG | SPG | BPG | PPG |
| ------- | ------- | -- | -- | --- | ---- | ---- | ---- | --- | --- | --- | --- | --- |
| 2021–22 | Toronto | 6  | 0  | 6.0 | .000 | .000 | –    | 0.5 | 0.5 | 0.2 | 0.0 | 0.0 |
| Gesamt  | Gesamt  | 6  | 0  | 6.0 | .000 | .000 | –    | 0.5 | 0.5 | 0.2 | 0.0 | 0.0 |